# 黄瑶
黄瑶（1948年—），贵州开阳人，布依族，中华人民共和国政治人物、因贪污罪被判处死缓。
黄瑶早年从事教员工作，随后从政，担任中共贵州省安顺地委副书记、州长、中共黔西南州委书记、州长等职，随后升任中共贵州省委宣传部部长。1996年，升任贵州省委常委、后任中共贵州省委副书记。2007年，担任贵州省政协主席，不久因贪污罪被罢免。2010年，成都市中级人民法院认定黄瑶犯受贿罪，判处死刑，缓期二年执行。